# Szabó Zsófia (színművész)
Szabó Zsófi (Orosháza, 1988. szeptember 22. –) magyar színésznő, műsorvezető. Szabó Gyula Kossuth-díjas színművész lánya.

## Élete
Egy édestestvére van, Gyula és két féltestvére: Melinda és Attila. A Szent Margit Gimnáziumba illetve a Budai Nagy Antal Gimnáziumba járt. Főiskolai tanulmányait a Kodolányi János Főiskolán végezte. Tizenhat éves korában kezdett el lovagolni, Németországban és Ausztriában. 2010 júniusában megjelent első dala, a Deja Vu, amelyhez provokatív videóklipet forgatott.
2011 májusában megjelent második videóklipje Hol a nagy ő? címmel. Ebben az évben a CKM magazin olvasói őt választották a legjobb nőnek. 2011. július 25-én a 186. Anna-bál szépeinek versenyében második udvarhölgy lett.
2024 februárjában átigazolt az RTL-től a TV2-re, ahol a Mokka műsorvezetője és a TV2 KLUB nagykövete lett.[forrás?]

### Magánélete
2011 nyarán agy bálon ismerkedett meg Mártha Imrével, az MVM Zrt. korábbi vezérigazgatójával, Fél év után, az év végén költözött el a férfitől, állítólag nem volt elég idejük egymásra. Majd Hajdú Péteréknél összejött Berki Krisztiánnal, akivel egy rövidebb kapcsolata volt. Nagy Tamás Grande, a Jóban Rosszban akkori producere 2013-ban hagyta ott a családját a nála 22 évvel fiatalabb Zsófiért, de 2014-ben végleg szakítottak. Baronits Gábor színésszel 2015 elején egy hétet voltak együtt. Majd még 2015-ben megismerte Kis Zsolt vállalkozót, aki korábban az MCF Roma Összefogás Párt listavezetője volt a 2009-es európai parlamenti választáson. Karácsonykor megtörtént az eljegyzés, majd 2016. október 1-jén Nyíregyházán összeházasodtak. 2017 december 4-én megszületett gyermekük, Kis Mendel.2021 januárjában bejelentette, hogy elválik férjétől. A válást a bíróság csak 2022 márciusban mondta ki.
2021 októberében bejelentette, hogy aktuális párja Shane Tusup., de 2022 májusában felbontották eljegyzésüket. 2024 szeptember végén újra párkapcsolatban élt, egy gazdag idősebb olasz üzletemberrel járt, akinek jóvoltából egy budai villába költözött kisfiával, de az NLC cikkjének bekezdése alapján hetedszer is szakított.

## Színházi szerepei
- Bazsarózsák
- Egy szerelem három éjszakája
- Hair
- Hajnalvárás
- Jó estét, nyár jó estét szerelem
- Lorca-est
- Lostin! – Elveszve
- Sentido de FlamenCorazon
- Táncba vésett Carmen
- Várj, míg sötét lesz
- Yerma

## Szinkronszerepek
| Év   | Cím                                  | Szerep      |
| ---- | ------------------------------------ | ----------- |
| 2017 | Hupikék törpikék – Az elveszett falu | Törpilla    |
| 2021 | Space Jam: Új kezdet                 | Lola nyuszi |

## Televíziós sorozatok
| Év        | Cím            | Szerep        | Megjegyzés     | Csatorna |
| --------- | -------------- | ------------- | -------------- | -------- |
| 2009–2014 | Jóban Rosszban | Betty Tanakis | Főszereplő     |          |
| 2015      | Válótársak     | eladó         | Epizódszereplő |          |
| 2022      | Hotel Margaret | Szonja        | Mellékszereplő |          |
| 2023      | Mellékhatás    | Dorina        | Epizódszereplő |          |